# El Gantour
El Gantour  (in arabo الكنتور‎?) è un centro abitato e comune rurale del Marocco situato nella provincia di Youssoufia, regione di Marrakech-Safi. Conta una popolazione di 18 544 abitanti (censimento 2014).